# Onisimus zenkevitchi
Onisimus zenkevitchi is een vlokreeftensoort uit de familie van de Uristidae. De wetenschappelijke naam van de soort is voor het eerst geldig gepubliceerd in 1960 door Mednikov.